# 南德四邦

普奧戰爭後的德意志地區
普魯士王國
普魯士兼併的地區
普魯士的盟友
奧地利帝國
奧地利的盟友（南德四邦和薩克森）
中立國

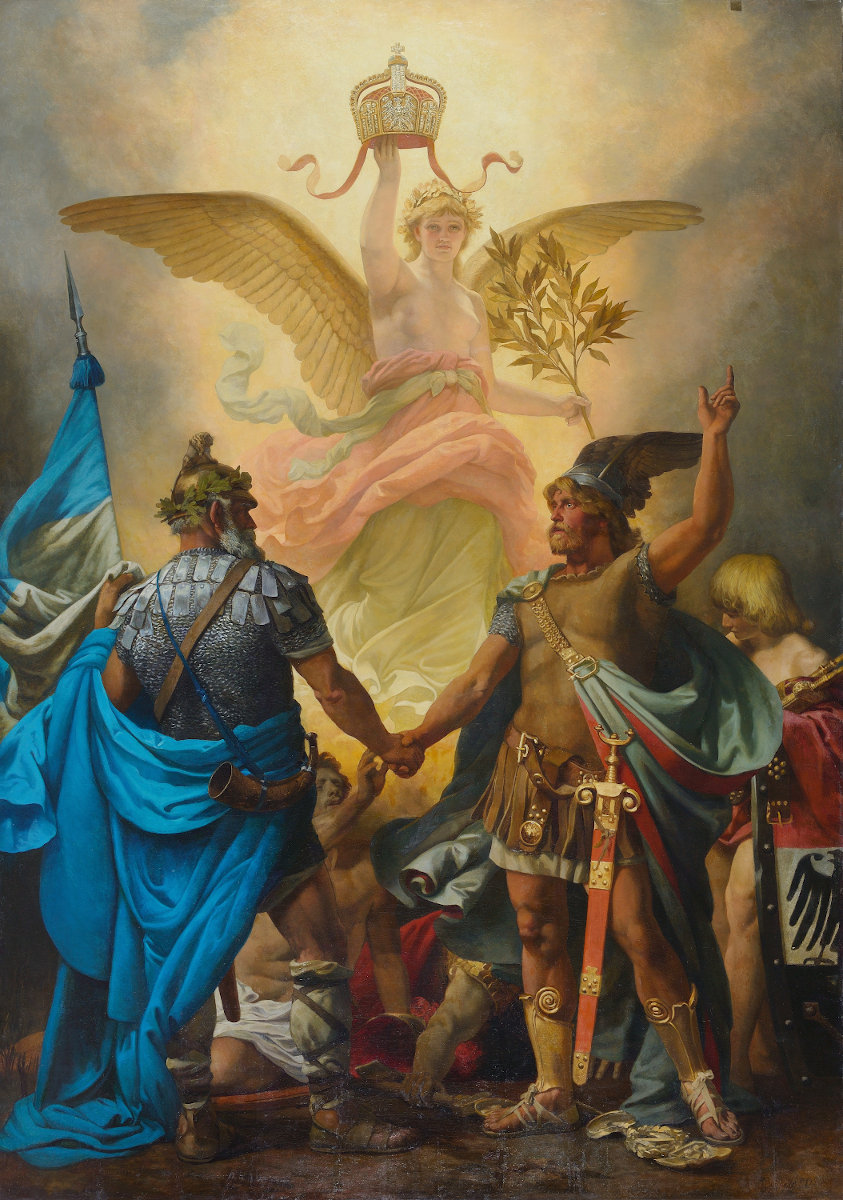
安東·馮·維納《南北德意志的統一》，現藏於薩爾歷史博物館

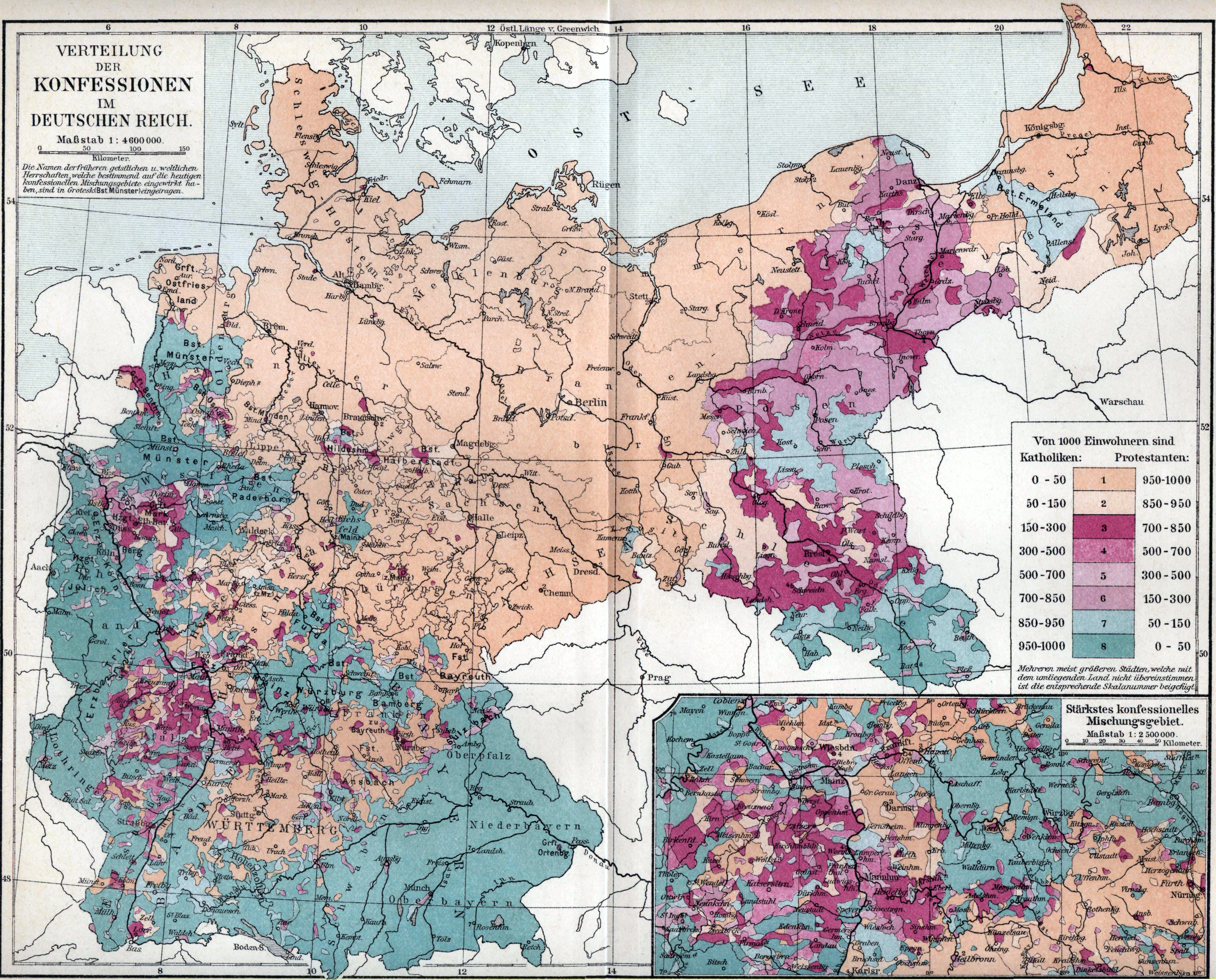
1895年德意志帝国内的宗教分布
新教多数地区
天主教多数地区

南德四邦是指歷史上德國南部存在的四個邦國，分別是巴伐利亞王國（首府慕尼黑）、符騰堡王國（首府斯圖加特）、巴登大公國（首府卡爾斯魯厄）和黑森大公國（首府達姆施塔特）。這些邦國使用高地德語、信仰天主教、发行古尔登而非塔勒、由多瑙河贯穿，文化和地理上更親近於奧地利而非德國北部。在拿破仑战争中，这些邦国在1813年前一直是拿破仑的仆从国，参与了远征奥地利和俄罗斯的战役；在德意志内战中，這些邦國追隨奧地利以對抗普魯士，戰爭結束後，他們也沒有參與普魯士領導的北德意志邦聯。
1870年，德國在普法战争打敗強敵法國，並俘虜皇帝拿破崙三世。由於戰爭引發的高漲的民族主義，南德四邦在相繼加入北德意志邦聯。四邦在1871年1月18日全部加入邦聯，當日普魯士國王威廉一世在巴黎凡爾賽宮鏡廳正式登基為德意志皇帝，德意志帝國正式建立。
魏瑪共和國時期，這四個邦國以自由邦或共和國的形式存在。二戰後，盟軍將這些邦重組，保留黑森和巴伐利亞，將把巴登、符騰堡和普魯士霍亨索倫省拆解為南巴登、符騰堡-霍亨索倫以及符騰堡-巴登。1952年後，从巴登和符腾堡中拆分出来的三个州合并成为今日的巴登-符腾堡州。